# Jaume Moya Matas
Jaume Moya Matas (Barcelona, 17 de marzo de 1972) es un abogado, activista social y político español, diputado en el Congreso de los Diputados por Lérida en las XI y XII legislaturas.
Licenciado en Derecho por la Universidad de Barcelona, obtuvo un postgrado en Gestión Inmobiliaria por la Universidad Ramon Llull. Está establecido en Florejachs (Segarra) desde 2008 y trabaja como procurador de los Tribunales en Cervera. También es socio de Òmnium Cultural. Ha publicado artículos sobre castillos catalanes y arte románico en el Butlletí dels Amics del Romànic del Bages y en las revistas Monumenta, Món Medieval, Segarra Actualitat, La Veu de Torreflor i Mundo Medieval. También ha participado en la elaboración de los inventarios de patrimonio de Torrefeta y Florejacs y de Guissona (Fundación Jordi Casas y Llebot) y es autor del libro Els castells de la Segarra, editado por Cossetània, y de la recopilación de gozos de Torrefeta y Florejacs. Es columnista habitual en el semanario La Veu de la Segarra y, en 2015, ganó el certamen de relatos cortos del Consejo Comarcal de Segriá con La Carbonera.
Interesado en el activismo social y la dinamización cultural, ha impulsado diversos colectivos y actuaciones de dinamización cultural en la comarca de La Segarra, como la Feria de Florejacs y el proyecto Caminos de Sikarra. Entre otras entidades, ha sido miembro de la Comisión de Política Lingüística del Colegio de Procuradores de Barcelona, vocal de la Asociación de Juristas por la Lengua Propia, secretario del Fòrum l'Espitllera, patrón de la Fundación Jordi Casas i Llebot, secretario de Torrefeta i Florejacs per la Independència' y coordinador en la Segarra de la Asamblea Nacional Catalana. Asimismo, es portavoz de  Paremos el fracking y activista de la Plataforma Multireferèndum.
Fue elegido diputado por la circunscripción de Lérida dentro de las listas de En Comú Podem-Guanyem el Canvi en las elecciones generales españolas de 2015, y, nuevamente, con un aumento de 1,5% respecto a las anteriores, en las elecciones generales del 26 de junio de 2016.
Durante la XII legislatura, ha participado activamente en las Comisiones de Justicia y de Agricultura, Alimentación y Medio Natural, trabajando, por un lado, en la supresión de la tasa judicial o el voto de los jóvenes de entre 16 y 17 años, y, por otra, en la defensa del campesinado y el equilibrio territorial.